# ジェームズ・ウォーターストン
ジェームズ・ウォーターストン（James Waterston、1969年1月17日 - ）は、アメリカ合衆国の俳優。

## 出演作品
- ６６６　パーク・アベニュー ＮＹの悪夢
- グッド・ワイフ
- LAW & ORDER： 性犯罪特捜班 シーズン9
- シックス・フィート・アンダー シーズン4
- ＥＲ IX　緊急救命室 第9シーズン
- LAW & ORDER　ロー＆オーダー シーズン9
- いまを生きる